# Primo Bicudo
Primo Bicudo é um personagem Disney criado por Carl Barks. 
Primo Bicudo foi apresentado na história "Webfooted Wrangler", publicada em abril de 1945 como um vaqueiro. No Brasil essa história se chamou "Um Cavaleiro como poucos", publicada pela primeira vez em 1951 na Revista O Pato Donald 8.
É filho de Patus Quela e de Dora Linda, primo distante do Pato Donald.
Na árvore da Família Pato, Bicudo faz parte da ramo dos Patus, sendo sobrinho da Vovó Donalda, irmão de Gansólia, cunhado do Ganso Gabriel, tio do Gansolino e primo de Patoso, Patrícia Pato e do Éder Patolfo